# Tempurejo (Bogorejo)
Tempurejo is een bestuurslaag in het regentschap Blora van de provincie Midden-Java, Indonesië. Tempurejo telt 1482 inwoners (volkstelling 2010).